# Prezenční studium
Prezenční studium je taková forma (především vysokoškolského) studia, při které je vyžadována častá osobní přítomnost studentů při výuce. U jiného než vysokoškolského studia (typicky na střední škole, vyšší odborné škole či konzervatoři) je též obdobné studium označováno jako denní studium, přesněji: denní forma vzdělávání.
Řada studentských výhod, podpůrných stipendií či výzkumných grantů je obvykle poskytována pouze studentům v prezenční formě studia.
Opakem prezenční formy studia je dálková forma vzdělávání – může se jednat o dálkové studium, které naopak probíhá převážně o víkendech nebo v odpoledních hodinách a studenti jsou odkázáni k samostudiu odborné literatury. Někdy se též od dálkového studia odlišuje i distanční studium, někdy jde však o totéž. Distanční studium by mělo jít absolvovat převážně bez fyzické docházky a to zejména prostřednictvím ICT. Existuje také ještě i vhodná kombinace těchto forem studia (též se označuje jako kombinované studium), to vhodně kombinuje prvky ostatních forem studia. Dalším formou je též večerní studium.

## Česká republika

### Studium dle školského zákona
V ČR školský zákon, tedy zákon č. 561/2004 Sb., o předškolním, základním, středním, vyšším odborném a jiném vzdělávání (školský zákon), ve znění pozdějších předpisů, prezenční formu studia nezná, hovoří však o denní formě vzdělávání jako o jedné z pěti možných forem vzdělávání (studia), tu definuje v § 25 takto: Pro účely tohoto zákona se rozumí:
Denní formou vzdělávání výuka organizovaná pravidelně každý den v pětidenním vyučovacím týdnu v průběhu školního roku.
Školský zákon pak upravuje i další formy vzdělávání následovně: Základní vzdělávání se uskutečňuje v denní formě vzdělávání. Střední a vyšší odborné vzdělávání se uskutečňuje v denní, večerní, dálkové, distanční a kombinované formě vzdělávání, vzdělání dosažené ve všech formách vzdělávání je rovnocenné. Zákon také udává, že: Délka dálkového, večerního, distančního nebo kombinovaného vzdělávání je nejvýše o 1 rok delší než doba vzdělávání v denní formě. Pro účely tohoto zákona se pak rozumí:
Večerní formou vzdělávání výuka organizovaná pravidelně několikrát v týdnu v rozsahu 10 až 18 hodin týdně v průběhu školního roku zpravidla v odpoledních a večerních hodinách.
Dálkovou formou vzdělávání samostatné studium spojené s konzultacemi v rozsahu 200 až 220 konzultačních hodin ve školním roce.
Distanční formou vzdělávání samostatné studium uskutečňované převážně nebo zcela prostřednictvím informačních technologií, popřípadě spojené s individuálními konzultacemi.
Kombinovanou formou vzdělávání střídání denní a jiné formy vzdělávání stanovené tímto zákonem

### Studium dle vysokoškolského zákona
V ČR vysokoškolský zákon, tedy zákon č. 111/1998 Sb., o vysokých školách a o změně a doplnění dalších zákonů (zákon o vysokých školách), ve znění pozdějších předpisů, prezenční formu studia přímo uvádí jako jednu ze tří možných forem vysokoškolského studia. Prezenční forma studia je zmíněna v § 44 tohoto zákona, vedle studia distančního a jejich kombinace (kombinované studium), přičemž další podrobnosti charakteru vysokoškolského studia jsou upraveny v tomtéž paragrafu.
V praxi se dnes v Česku uskutečňují všechny tři formy vysokoškolského studia, které vysokoškolský zákon zmiňuje, přičemž prezenční studium je dominantní, následované kombinovaným studium, distanční studium je pak okrajové. Studia ve všech formách jsou ze zákona rovnocenná (blíže pak boloňský proces). V těchto formách lze studovat v bakalářském studijním programu, (navazujícím) magisterském studijním programu a doktorském studijním programu.
Současná praxe na vysokých školách v Česku dnes chápe prezenční studium v podstatě jako studium denní, což je obvykle spjato s častou osobní přítomností studenta. Třebaže tato přítomnost není vždy striktně kontrolována (přednášky jsou většinou dobrovolné), je předpokládána, resp. může být někdy vyžadována určitá povinná procentní účast, a to dle prezence (docházky). Semináře (cvičení) pak bývají pro prezenční studenty většinou povinnou součástí výuky (příp. může být stanoveno určité procento povolené absence – např. jednou z uvedených podmínek pro splnění předmětu je alespoň 90% účast na seminářích atp.).
Výuka v prezenční formě studia často probíhá každý všední (pracovní) den, a naopak o víkendech se výuka spíše nepředpokládá, resp. není standardní – proto se u tohoto typu studia obvykle nepředpokládá, že studenti zároveň vykonávají zaměstnání na plný úvazek. Při určitém sestavení vlastního rozvrhu a vhodné volbě předmětů je většinou možné, zpravidla však až ve vyšších ročnících vysokoškolského studia, výuku vhodně rozdělit a mít tak kupř. další volný všední den navíc (např. na úkor delší odpolední výuky) atp.
Oproti tomu kombinace prezenčního a distančního (dálkového) studia (kombinované studium) je charakteristická vyšším zapojení samostudia, větším využívání dnešních moderních technologií (videopřednášky, výukový software typu Moodle atp.). Charakteristické je v těchto případech využívání tzv. soustředění, kde je výuka podávána po celý den, nebo také v tutoriálech, což jsou osobní informativní setkání, zpravidla spíše organizačního charakteru, případně též spojená s výukou. Konkrétní podmínky pro absolvování daného studijního programu ve zvolené formě studia zpravidla udává každá vysoká škola (resp. fakulta), a to s ohledem k povaze zvoleného studijního oboru. Vysokoškolské distanční studium se pak vyznačuje především studiem bez osobní docházky, využíváním ICT ve velké míře a s osobními konzultacemi, v některých případech je vhodné i ve spojení s tzv. individuálním studijním plánem (ISP). Kombinované studium či distanční studium však není možné absolvovat v některých studijních oborech, kdy je vyžadována osobní přítomnost z povahy studia (např. může jít o lékařství, umění atp.).

## Prezenční studium v knihovnictví
V oblasti knihovnictví se termín "prezenční studium" používá pro označení případu, kdy je knihovní dokument studován na místě přímo v knihovně (např. ve studovně). Případ, kdy si čtenář zapůjčí dokument a poté si ho odnáší mimo knihovní budovu, se označuje jako absenční studium dokumentu.